# Nurzec (powiat bielski)
Nurzec (białorus. Нурэц) – wieś w Polsce położona w województwie podlaskim, w powiecie bielskim, w gminie Boćki.
Według Pierwszego Powszechnego Spisu Ludności z 1921 roku Nurzec był wsią liczącą 20 domów i zamieszkałą przez 109 osób (54 kobiety i 55 mężczyzn). Większość mieszkańców miejscowości (105 osób) zadeklarowała wyznanie prawosławne, pozostali podali kolejno: wyznanie greckokatolickie (3 osoby) oraz wyznanie rzymskokatolickie (1 osoba). Ponadto wieś była jednolita etnicznie, gdyż wszyscy jej mieszkańcy podali narodowość białoruską. W okresie dwudziestolecia międzywojennego miejscowość znajdowała się w gminie Dubiażyn w powiecie bielskim.
W latach 1975–1998 miejscowość należała administracyjnie do województwa białostockiego.
Wierni prawosławni ze wsi Nurzec przynależą do parafii pw. Zaśnięcia Matki Bożej w niedalekich Boćkach, a wierni kościoła rzymskokatolickiego do parafii św. Józefa Oblubieńca w Boćkach.